# Impractical Jokers
Impractical Jokers (também conhecido como "(Impractical) Jokers") é um reality show americano baseado em câmeras escondidas exibido pelo canal TruTV desde 15 de dezembro de 2011. Segue-se os quatro membros da trupe de comédia The Tenderloins de como coagir ao outro a fazer brincadeiras públicas enquanto é filmado por câmeras escondidas. O show difere de outros programas de brincadeiras em que as estrelas do Impractical Jokers não conhece os detalhes da brincadeira até o momento que eles estão fazendo isso estranhos. Enquanto um membro do elenco-executa a brincadeira, os outros três comediantes da trupe fica nos bastidores na linha de alimentação com seu amigo através do microfone (com um fone de ouvido). As linhas para o brincalhão destinam-se a criar uma troca de cômico e estranha entre o brincalhão e o estranho sendo brincado.
Em 21 de junho de 2012 a TruTV anunciou que Impractical Jokers tinha sido renovada para uma segunda temporada, composta por 15 episódios. Quatro episódios bônus da 2ª temporada foi ao ar durante o mês de setembro de 2012. A segunda temporada oficial estreou em 13 de dezembro de 2012.
No Brasil a série original é exibida pelo canal TBS desde junho de 2012 sob o nome Tirando a Maior Onda.
Em Portugal, a série original é exibida pelo canal SIC Radical, com o nome de Vai Lá Vai.

## Desenvolvimento
Em 1999, quatro amigos de escola, de Staten Island em Nova Iorque, formaram a trupe de comédia de improvisação ao vivo, The Tenderloins. Depois de uma história longa e bem sucedida, inclusive ganhando o prêmio de US $100.000 da NBC na competição It’s Your Show, o grupo entrou na televisão. Em 2008, foi filmado um episódio piloto para uma sitcom com scripts para a Spike TV, mas o show não foi para a série. A TruTV anunciou a série Impractical Jokers em 12 de abril de 2011, 8 meses antes da estreia do show. Uma das estrelas do show, James Murray, explicou como o formato de câmera escondida fez sentido com base em suas habilidades. "Precisávamos encontrar o formato certo… aquela coisa, nós temos feito isso há anos, mas quando é na câmera, o embaraço é amplificado."

## Versões internacionais
- No Reino Unido o programa The Comedy Kitchen é exibido pelo canal BBC Three em produção com a Yalli Productions desde 15 de novembro de 2012.[5] O programa é estrelado por Paul McCaffrey, Joel Dommett, Marek Larwood e Roisin Conaty.[6]

- Na Holanda o programa foi transmitido pelo canal Veronica na primavera de 2012.[7]

- Na Bélgica foi transmitida pela Vlaamse Media Maatschappij no outono de 2012.[7]

- No Brasil o programa teve estreia em 7 de janeiro de 2013 pelo Sistema Brasileiro de Televisão (SBT) sob o nome de Amigos da Onça. O elenco conta com Marco Zenni, Murilo Gun, Allan Benatti e Edú Nunes.[8]